# 만년설

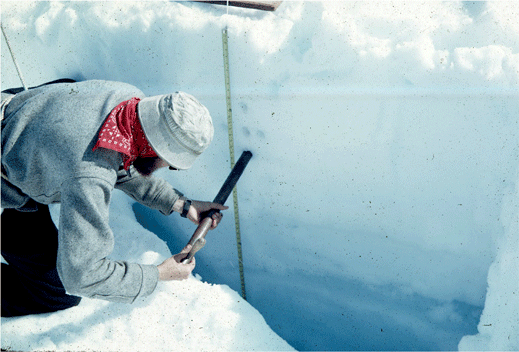
빙하 표면의 견본을 채취하는 모습.

만년설(萬年雪)은 평년의 기상 조건에서 적설이 오래 지속되는 것이다. 주로 남극 등 아주 추운 지역이나 높은 산악 지대에 언제나 녹지 않고 쌓여 있는 눈을 뜻한다.

## 만년설이 있는 산
- 에베레스트산
- 킬리만자로산
- 엘브루스산
- 아콩카과산
- 후지산

## 같이 보기
- 빙하